# ویکتور گلدشمیت
ویکتور گلدشمیت (انگلیسی: Victor Goldschmidt؛ زاده ۲۷ ژانویهٔ ۱۸۸۸ درگذشته ۲۰ مارس ۱۹۴۷) دانشمند اهل سوئیس بود. او به همراه ولادیمیر ورنادسکی پایه‌گذاران علم زمین‌شیمی به‌شمار می‌روند.